# Le Hapa Loa de Butters
Le Hapa Noa de Butters (Going Native en VO) est le onzième épisode de la seizième saison de la série télévisée d'animation américaine South Park et l'épisode 234e de la série globale.

## Synopsis
À l’école, Butters est devenu violent et grossier, s’énervant pour un oui ou pour un non sur tout le monde sauf Kenny qu’il estime être le seul à avoir un semblant de dignité. Convoqués, ses parents se rendent compte que leur fils est arrivé à un âge où il doit exorciser ses frustrations. Ils révèlent donc que Butters est né à Hawaï et qu’il passe donc par une phase biologique normale pour un natif de l’île. Ils lui révèlent qu’il est de sang royal car son grand père était un fan inconditionnel d’Elvis Presley et lui donnent sa carte Mahalo de natif de l’île, ce qui lui donne le droit à des réductions dans les commerces. Kyle pousse Kenny à parler à Butters pour qu’il renonce à son voyage solitaire mais Kenny finit par l’accompagner.
Ils sont accueillis par des natifs hawaïens (en fait, des blancs possédant des appartements en temps partagé) amis de ses parents qui le préparent à la cérémonie traditionnelle en lui offrant son premier cocktail local traditionnel. La cérémonie s’interrompt cependant quand la nouvelle de la suppression de la carte Mahalo se propage, ce qui exaspère les « natifs » qui se révoltent. La guerre commence quand Butters parvient à couler un navire de croisière avec une balle de golf. Les garde-côtes entament un blocus empêchant les « natifs » de faire leur cocktail traditionnel ce qui les affaiblit à vue d’œil.
Kenny, lui, rencontre le fantôme d’Elvis dans un bar abandonné qui le guide jusqu’à un cache secrète d’ingrédients pour le cocktail, ce qui revigore les « natifs ». Le gouvernement américain décide alors de remettre en circulation la carte Mahalo. Kenny est récompensé en devenant aussi natif d’ Hawaï avec Butters qui complète la cérémonie.
Après cette dernière, Butters se trouve apaisé mais admet toujours être en colère contre Ben Affleck pour être beau, marié à Jennifer Lopez et pour avoir réalisé Argo, un très bon film pour Butters. Il s’apaise définitivement quand il apprend qu’il a plaqué Lopez pour Jennifer Gardner.